# Helene Adelheid van Sleeswijk-Holstein-Sonderburg-Glücksburg

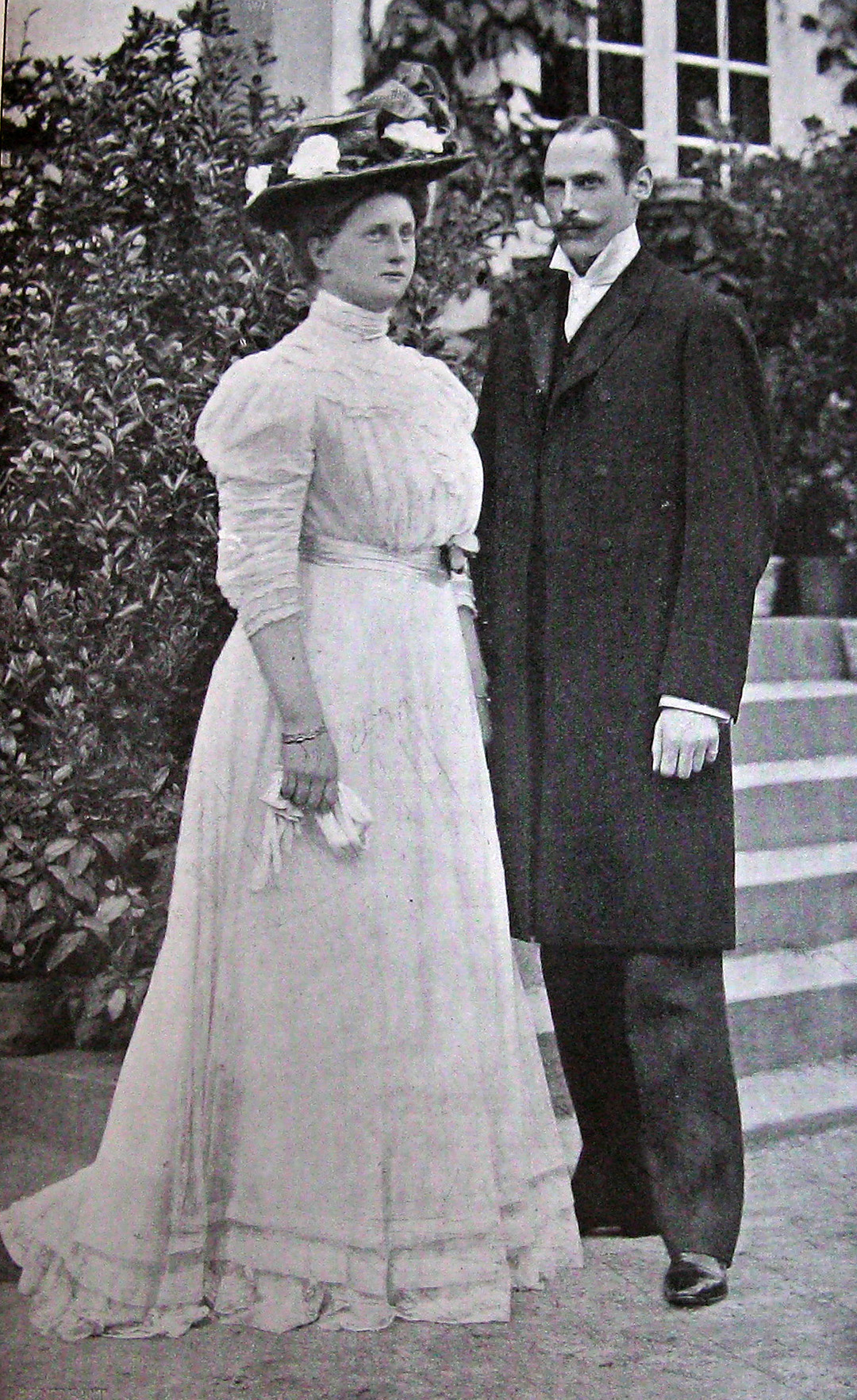
Prinses Helene, met haar man Prins Harald

Helene Adelheid van Sleeswijk-Holstein-Sonderburg-Glücksburg (kasteel Grünholt (Duitsland), 1 juni 1888 - Gentofte (Denemarken), 30 juni 1962) was een Duitse prinses uit het huis Sleeswijk-Holstein-Sonderburg-Glücksburg. 

## Levensloop
Zij was de derde dochter van hertog Frederik Ferdinand van Sleeswijk-Holstein en diens vrouw Caroline Mathilde.

### Huwelijk
In 1908 werd op het Deense slot Charlottenlund de verloving aangekondigd tussen Helene en haar verre familielid prins Harald Christiaan van Denemarken, een zoon van koning Frederik VIII van Denemarken en diens vrouw Louise. Helene en Harald trouwden op 28 april 1909 en het stel nam zijn intrek op Schæffergården, een landhuis dat in 1907 door Harald was aangekocht. In 1920 verkochten ze het huis aan Ernst Michaelsen, directeur van een oliebedrijf, nadat ze zelf twee jaar eerder waren verhuisd naar een villa in Ryvangen.

### Kindertehuis
Helene hield zich bezig met liefdadigheid. Ze zamelde vanaf 1913 geld in waarmee in de jaren 1922-1923 het kindertehuis Spædbørnshjemmet Danmark kon worden gebouwd in Gentofte. Ze werd beschermvrouwe van het tehuis terwijl haar echtgenoot als voorzitter diende in het bestuur.

### Impopulair
Helena was weinig populair in Denemarken. Haar familie had zich in 1848 actief opgesteld in de opstand tegen Denemarken die had geleid tot de Eerste Duits-Deense Oorlog (1848-1851). Vanwege die rol had Denemarken de familie zelfs geheel uitgesloten van opvolging voor de Deense kroon. 
De verwantschap met de Duitse keizer - Helenes moeder was zus van de keizerin - maakte de situatie nog problematischer.

### Duitse sympathieën
Tijdens de Tweede Wereldoorlog had Helene openlijk sympathie voor Duitsland. Het verzet noemde haar een verrader en haar eigen zonen verbraken het contact met hun moeder. Direct na afloop van de oorlog wees de Deense koning Christian X haar het land uit, waarna ze zich vestigde op het in Duitsland gelegen kasteel Glücksburg.

### Terugkeer naar Denemarken
Helene kreeg in 1947 weer toestemming om Denemarken te betreden vanwege haar zieke echtgenoot. Na zijn overlijden in 1949 is ze in haar villa in Denemarken blijven wonen.
Op 30 juni 1962 overleed Helene in Gentofte. Ze werd bijgezet naast het graf van haar man in de crypte van de domkerk van Roskilde.

## Gezin
Het echtpaar kreeg de volgende kinderen:
- Feodora (1910-1975), gehuwd met Christiaan van Schaumburg-Lippe
- Caroline Mathilde (1912-1995)
- Alexandrine Louise (1914-1962)
- Gorm Christiaan (1919-1991)
- Olaf Christiaan (1923-1990)